# Маккін Тауншип (округ Ері, Пенсільванія)
Маккін Тауншип (англ. McKean Township) — селище (англ. township) в США, в окрузі Ері штату Пенсільванія. Населення — 4437 осіб (2020).

## Демографія
Згідно з переписом 2010 року, у селищі мешкало 4409 осіб у 1675 домогосподарствах у складі 1292 родин. Було 1770 помешкань
Расовий склад населення:
| - 98,2 % — білих - 0,3 % — корінних американців - 0,3 % — чорних або афроамериканців - 0,2 % — азіатів |

До двох чи більше рас належало 0,7 %. Частка іспаномовних становила 0,8 % від усіх жителів.
За віковим діапазоном населення розподілялося таким чином: 23,2 % — особи молодші 18 років, 62,9 % — особи у віці 18—64 років, 13,9 % — особи у віці 65 років та старші. Медіана віку мешканця становила 43,6 року. На 100 осіб жіночої статі у селищі припадало 105,0 чоловіків;  на 100 жінок у віці від 18 років та старших — 100,7 чоловіків також старших 18 років.
Середній дохід на одне домашнє господарство  становив 70 247 доларів США (медіана — 55 263), а середній дохід на одну сім'ю — 78 204 долари (медіана — 66 563). Медіана доходів становила 50 701 долар для чоловіків та 34 079 доларів для жінок. За межею бідності перебувало 8,6 % осіб, у тому числі 14,1 % дітей у віці до 18 років та 2,8 % осіб у віці 65 років та старших.
Цивільне працевлаштоване населення становило 2252 особи. Основні галузі зайнятості: освіта, охорона здоров'я та соціальна допомога — 23,2 %, виробництво — 15,8 %, мистецтво, розваги та відпочинок — 12,9 %.